# Psittacanthus acinarius
Psittacanthus acinarius là một loài thực vật có hoa trong họ Loranthaceae. Loài này được (Mart.) Mart. miêu tả khoa học đầu tiên năm 1830.
Đây là loài bản địa Bolivia, Brazil, Colombia, Costa Rica, Ecuador, Peru, Venezuela, và Guinea thuộc Pháp. 
Ở Brazil, loài này được tìm thấy trong Rừng nhiệt đới Amazon, Caatinga, Trung tâm Brazil Savanna và Pantanal, sinh sống ở các kiểu thảm thực vật.
Caatinga, Amazonian Campinarana, Cerrado, rừng ven sông và/hoặc rừng dọc sông, rừng Igapó, Rừng Terra Firme, Rừng ngập nước Várzea), rừng nửa rụng lá theo mùa, và sa mạc Amazon.